# Gouvernement Hassan Diab
Saad Hariri III Mikati III
Le gouvernement Hassan Diab est un gouvernement mis en place par le président du Conseil des ministres libanais Hassan Diab en janvier 2020. Ce gouvernement a été précédé par le gouvernement Hariri III.
Il est composé de vingt ministres dont six femmes, plus que dans tout gouvernement précédent.
Le 10 août 2020, Hassan Diab annonce la démission de son gouvernement, six jours après les explosions au port de Beyrouth.
Moustapha Adib est désigné pour le remplacer le 31 août suivant. Celui-ci renonce à former un gouvernement le 26 septembre 2020, en raison des dissensions entre partis politiques concernant l'attribution des ministères. Saad Hariri annonce en octobre 2020 être « clairement candidat » à la formation d’un nouveau gouvernement. Saad Hariri est de nouveau été désigné président du Conseil des ministres après les consultations parlementaires contraignantes menées par le chef de l'État, Michel Aoun. Le 6 mars 2021, alors que Saad Hariri n'est toujours pas parvenu à former un gouvernement, Diab dénonce la situation de crise politique et économique et menace de cesser d'expédier les affaires courantes en quittant ses fonctions immédiatement,. En conflit avec le président Aoun concernant la répartition des postes ministériels, Saad Hariri renonce finalement à former un gouvernement le 15 juillet 2021, soit près de neuf mois après sa désignation. Le 10 septembre 2021, Najib Mikati, désigné président du Conseil le 27 juillet précédent à la suite de l'échec d'Hariri, parvient à former un gouvernement et succède officiellement à Hassan Diab, démissionnaire depuis plus d'un an,.

## Mise en place
Ce nouveau gouvernement est nommé par le président Michel Aoun à la suite de la démission de Saad Hariri, provoquée par les manifestations de 2019-2020.

## Composition
| Portefeuille (Ministère)                     | Ministre                                          | Affinité Politique                                                       |
| Président du Conseil des ministres           | Hassan Diab                                       | Supporté par le courant patriotique libre, le Parti Amal et le Hezbollah |
| Éducation et enseignement supérieur          | Tarek Majzoub                                     |                                                                          |
| Télécommunications                           | Talal Hawat                                       | Al Lekaa al Tashawiri                                                    |
| Intérieur et municipalités                   | Mohammed Fahmi                                    | Courant patriotique libre                                                |
| Environnement et développement administratif | Damianos Kattar                                   |                                                                          |
| Tourisme et affaires sociales                | Ramzi Mcharrafieh                                 | Parti démocratique libanais                                              |
| Information                                  | Manal Abdel Samad                                 |                                                                          |
| Vice-Première ministre et Défense            | Zeina Akar                                        | Courant patriotique libre                                                |
| Énergie et eau                               | Raymond Ghajar                                    | Courant patriotique libre                                                |
| Justice                                      | Marie-Claude Najm                                 |                                                                          |
| Affaires étrangères et expatriés             | Nassif Hitti (jusqu'au 3 août 2020) Charbel Wehbe | Courant patriotique libre                                                |
| Économie et commerce                         | Raoul Nehme                                       | Courant patriotique libre                                                |
| Déplacés                                     | Ghada Chreim                                      | Courant patriotique libre                                                |
| Travail                                      | Lamia Yammine                                     | Parti Marada                                                             |
| Travaux publics et transports                | Michel Najjar                                     | Parti Marada                                                             |
| Jeunesse et sports                           | Vartine Ohanian                                   | Fédération révolutionnaire arménienne                                    |
| Finances                                     | Ghazi Wazni                                       | Parti Amal                                                               |
| Culture et agriculture                       | Abbas Mortada                                     | Parti Amal                                                               |
| Industrie                                    | Imad Hoballah                                     | Hezbollah                                                                |
| Santé                                        | Hamad Hasan                                       | Hezbollah                                                                |